# Tempeste sotto i mari
Tempeste sotto i mari (Beneath the 12-Mile Reef) è un film del 1953 diretto da Robert D. Webb.
È un film d'avventura statunitense con Robert Wagner, Terry Moore e Gilbert Roland. È incentrato sulle vicende di alcuni gruppi di pescatori delle coste della Florida in lotta fra loro per il predominio delle acque e la trama rimanda ad una storia alla Romeo e Giulietta in chiave moderna.

## Trama
In una località marittima della Florida convivono (malamente) due comunità di pescatori di spugne: una, i cui membri – fra i quali la famiglia Petrakis - sono di ascendenza greca, viene costantemente angariata dall'altra, costituita da americani di differente origine. I Petrakis, per sottrarsi al bullysmo dei rivali, sono costretti ad andare ad approvvigionarsi con il loro peschereccio presso l'estremamente fruttifera (ma anche estremamente pericolosa) "scogliera sottomarina delle 12 miglia" (the 12-Mile Reef), dove già in passato avevano perso un membro della famiglia. Anche in questo caso l'esito della spedizione è nefasto: Michael Petrakis, in seguito ad un incidente, muore per decompressione, lasciando il figlio Tony ad affrontare da solo la difficile situazione.
Situazione resa ancora più difficile dal fatto che Tony ed una esponente del clan rivale, Gwyneth Rhys, iniziano una relazione amorosa, spingendo l'ex-fidanzato di lei, Arnold Dix, ad avventurarsi in diverse riprovevoli azioni di vendetta.

## Produzione
Il film, diretto da Robert D. Webb su una sceneggiatura di A.I. Bezzerides, fu prodotto da Robert Bassler per la Twentieth Century Fox Film Corporation e girato a Key West e a Tarpon Springs in Florida (alcune scene finali furono girate a Nassau, alle Bahamas) con un budget stimato in 3.200.000 dollari. Il titolo di lavorazione fu 12 Mile Reef.
Gli effetti speciali furono realizzati da Ray Kellogg (effetti fotografici) e Jack Shafton (creatore delle miniature dei sub per le scene subacquee). La musica è firmata da Bernard Herrmann. Robert Wagner, nel corso delle riprese a Tarpon Springs, ebbe un incidente quando un altro membro della troupe in acqua lo colpì violentemente nello stomaco con un calcio inavvertitamente. Le riprese sott'acqua si avvalsero di una particolare cinepresa prodotta in Francia denominata "Aquaflex". La fotografia fu curata da Edward Cronjager che ottenne una nomination agli Oscar per la migliore fotografia. Il film rappresenta la seconda produzione in Cinemascope della 20th Century Fox.

## Distribuzione
Il film fu distribuito con il titolo Beneath the 12-Mile Reef negli Stati Uniti dal 2 dicembre 1953 al cinema dalla Twentieth Century Fox Film Corporation.
Altre distribuzioni:
- nel Regno Unito il 1º marzo 1954
- in Svezia il 7 aprile 1954 (Strid på havets botten)
- in Francia il 9 aprile 1954 (Tempête sous la mer)
- in Germania Ovest il 13 aprile 1954 (Das Höllenriff)
- in Austria nel settembre del 1954 (Das Höllenriff)
- in Finlandia il 24 settembre 1954 (Kaksintaistelu merenpohjalla)
- in Danimarca il 31 maggio 1955 (Duellen på havets bund)
- in Spagna il 6 giugno 1955 (Duelo en el fondo del mar)
- in Portogallo il 4 luglio 1955 (Duelo no Fundo do Mar)
- in Belgio (Tempête sous la mer e Storm onder zee)
- in Brasile (Rochedos da Morte)
- in Ungheria (Túl a korallzátonyon)
- in Grecia (Yfalos 12 milion)
- in Italia (Tempeste sotto i mari)

## Critica
Secondo Leonard Maltin il film è una "storia alla Romeo e Giulietta" in cui sono "gli splendidi scenari ad oscurare tutto il resto".

## Promozione
La tagline è: "You see it without special glasses!".